# Cechenena subangustata
Cechenena subangustata är en fjärilsart som beskrevs av Rothschild 1920. Cechenena subangustata ingår i släktet Cechenena och familjen svärmare. Inga underarter finns listade i Catalogue of Life.

## Beskrivning

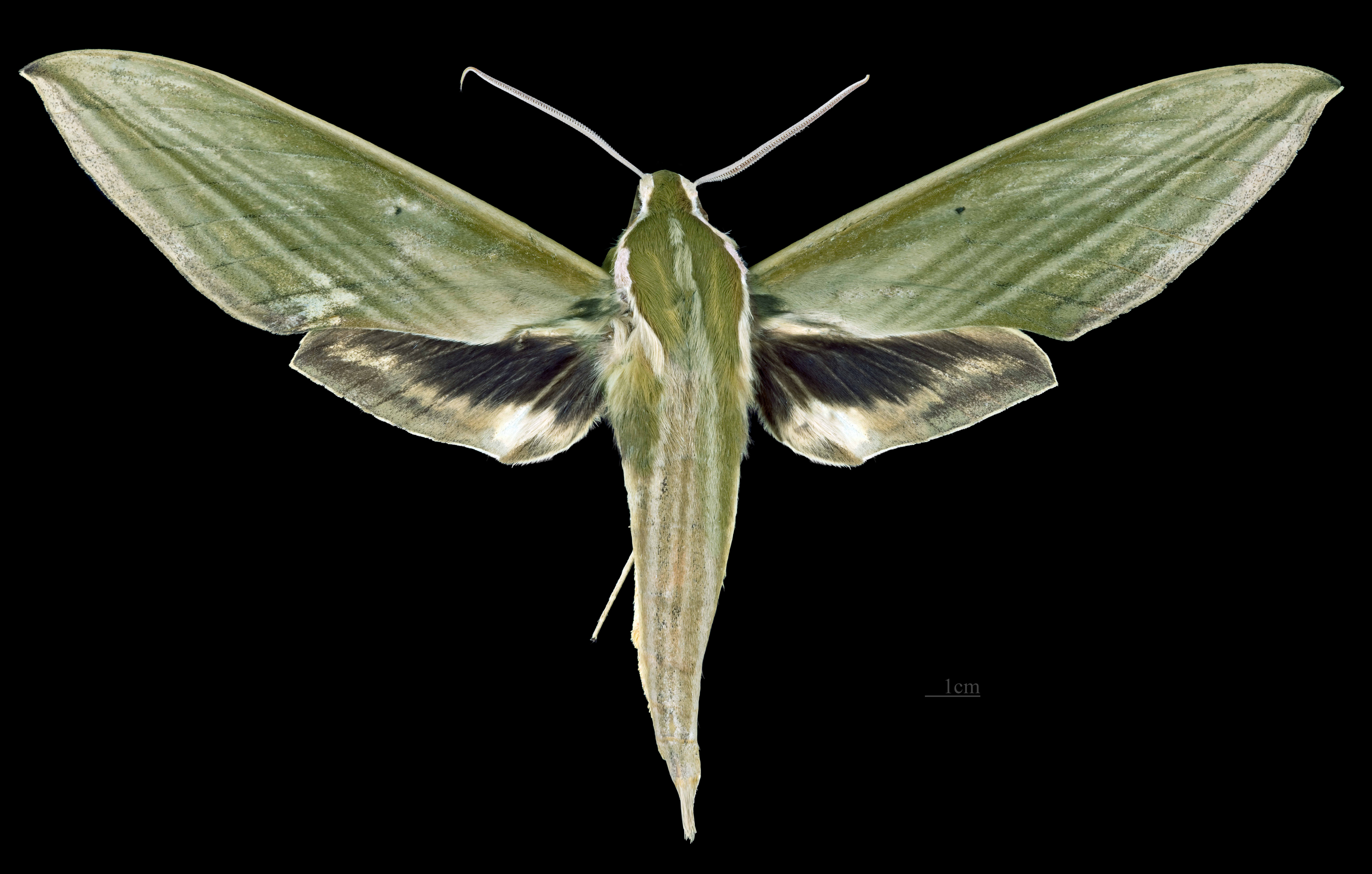
Cechenena subangustata ♂
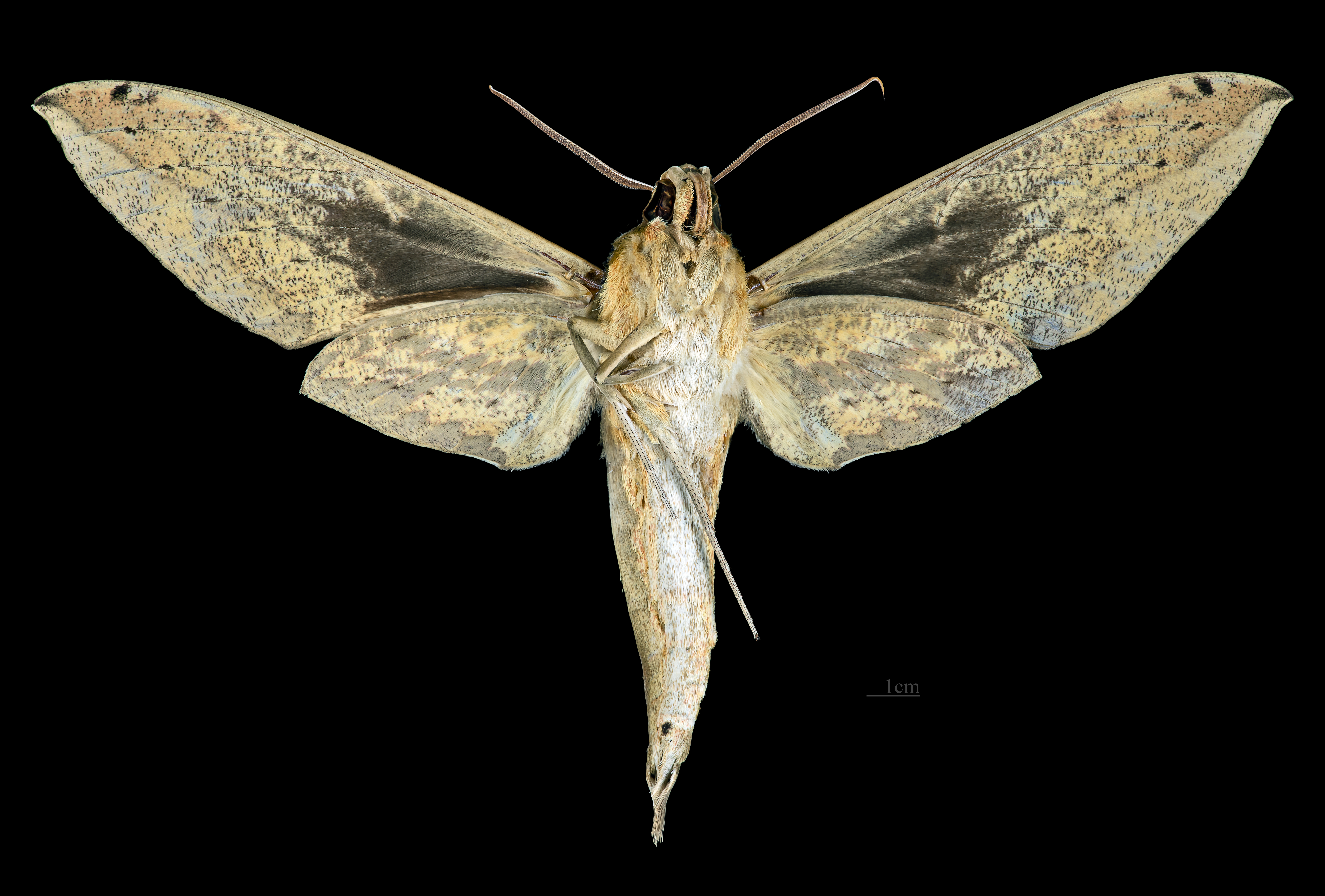
Cechenena subangustata ♂   △
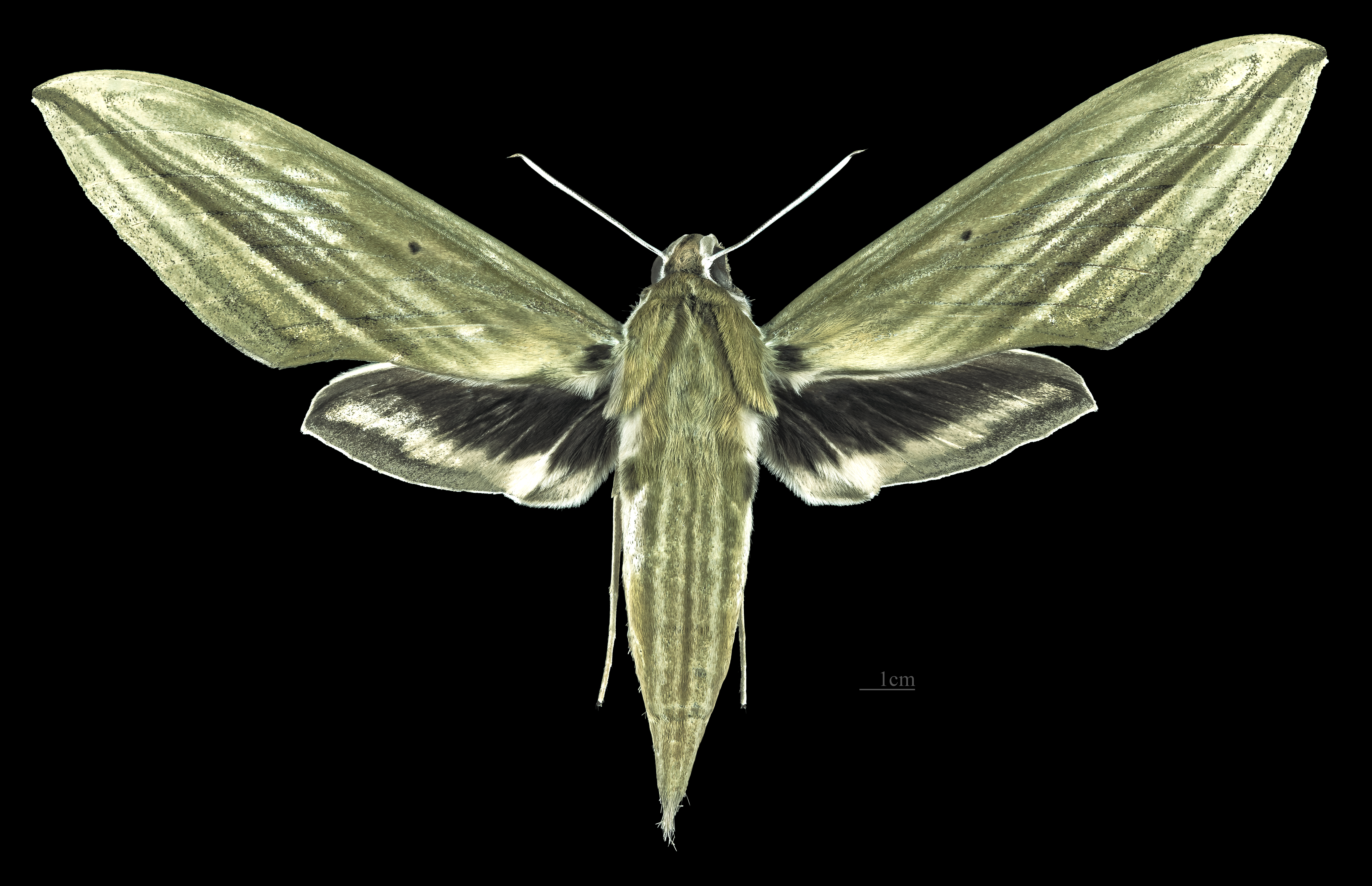
Cechenena subangustata   ♀
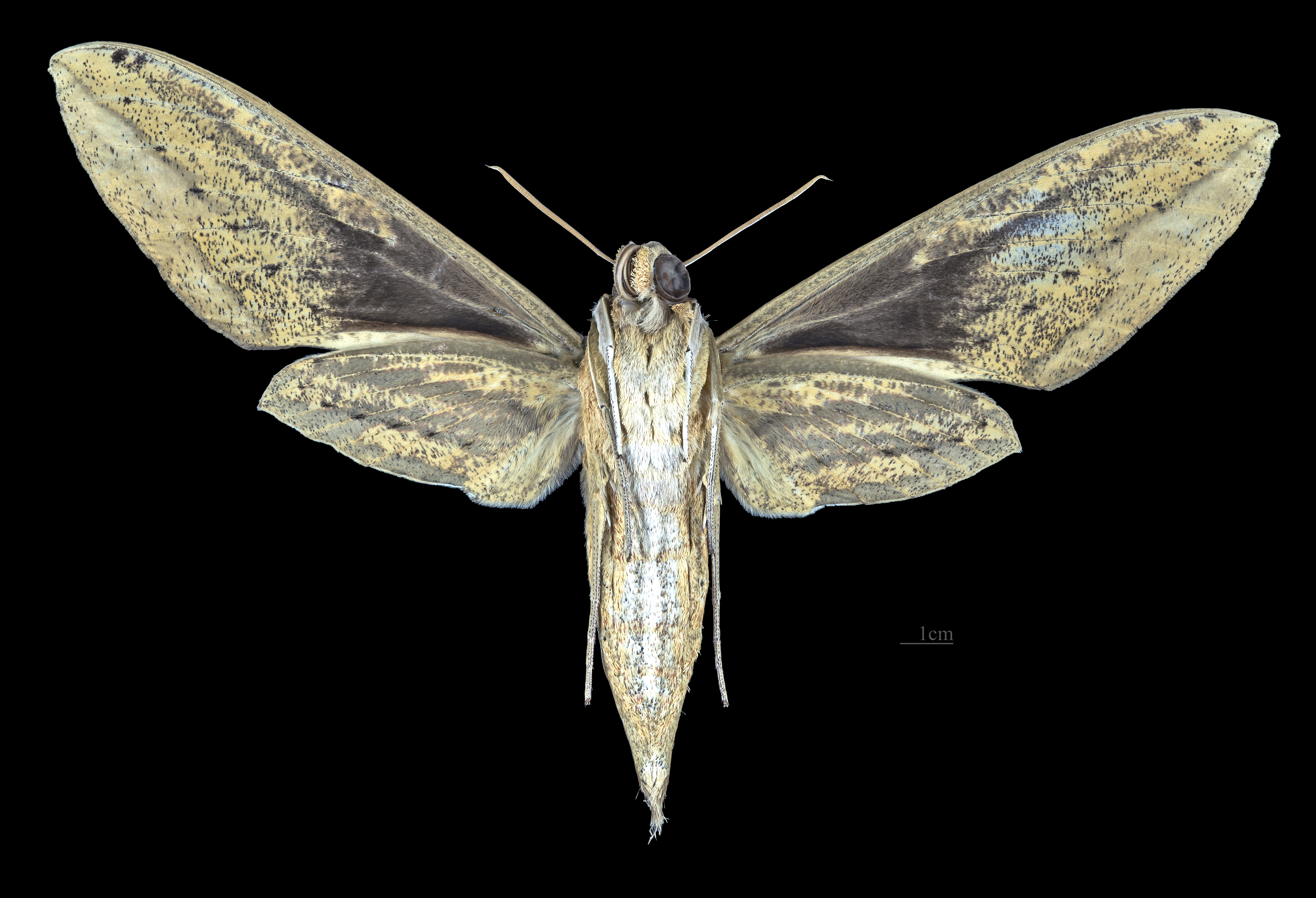
Cechenena subangustata   ♀ △